# Tulotoma magnifica
Tulotoma magnifica là một loài ốc nước ngọt trong họ Viviparidae. Nó là loài đặc hữu của Alabama, Hoa Kỳ. Hiện là một loài nguy cơ tuyệt chủng.
Tulotoma là một chi đơn loài, nói cách khác đây là loài duy nhất trong chi. Loài này đã từng phổ biến ở các sông Coosa - sông Alabama ở Alabama, Hoa Kỳ. 